# Garganta do Embaú

A Garganta do Embaú  é um ponto notável na Serra da Mantiqueira, se localiza no Vale do Paraíba na divisa dos municípios de Cruzeiro-SP e Passa Quatro-MG, por ser o ponto mais baixo de toda sua cumeeira e visível a várias dezenas de quilômetros, conforme foto abaixo, registrada na Rodovia Presidente Dutra na altura da cidade de Canas, SP.

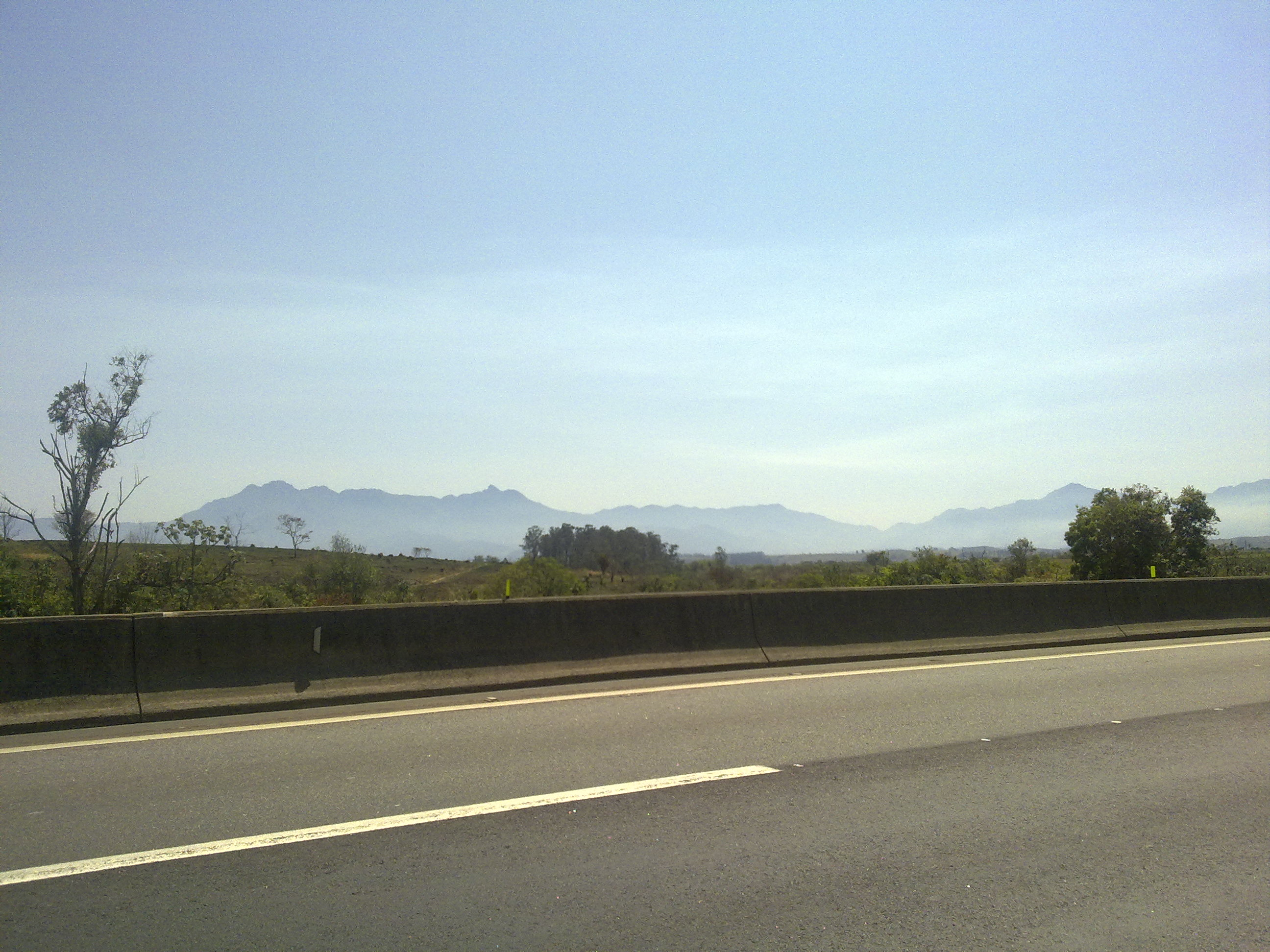
O ponto mais baixo a direita da foto é a Garganta do Embaú

É a passagem por onde os bandeirantes que vinham de cidades do Vale e se embrenhavam pelo chamado "caminho geral do sertão" em direção a Minas Gerais.
Embaú, na língua tupi, quer dizer “a derradeira aguada” segundo Teodoro Sampaio mas Silveira Bueno, em seu “Vocabulário Tupi-Guarani-Português, afirma que quer dizer “bica d'água”.  
Hoje ainda existe o Distrito do Embaú, no Município de Cachoeira Paulista, povoado que surgiu por ser a última parada das tropas que fossem subir a Mantiqueira com destino ao sertão das Minas Gerais, e a entrada do Vale do Paraíba para quem vinha destas regiões de garimpo no planalto. As passagens mais difíceis para as tropas de todo o Caminho do Ouro, ou Estrada Real, ficavam na Serra do Mar logo na saída de Paraty e na Serra da Mantiqueira, aonde a passagem se dá por uma falha geográfica conhecida pelo nome de "Garganta", daí o nome, "Garganta do Embaú".  

## História
Por ele passaram as bandeiras como as de Fernão Dias, Antonio Delgado da Veiga e de Miguel Garcia e este caminho, mais tarde, fez parte do antigo caminho da Estrada Real, que levava o ouro de Minas Gerais até o porto de Parati.
Gentil Moura, em seu “Dicionário da Terra e da Gente de Minas”, afirma que:
pelo Embaú deve ter passado a expedição de Martim Afonso, em 1531, assim como aquela que fez parte o inglês Anthony Knivet, em 1596.
Um documento escrito entre o final do século XVII e o princípio do século XVIII, descreve o caminho do Embaú, por onde subiam os paulistas, que descobriram as minas de ouro, como: 
este era o único caminho que havia para Minas de todas as povoações do Sul, a saber, de todos os distritos de São Paulo e do Rio de Janeiro.
João Camilo de Oliveira Torres, em sua “História de Minas “, escreve que a garganta era passagem obrigatória e afirma que o Conde de Assumar  quando veio para Minas como governador, em 1717, procurou fazer um levantamento dos caminhos existentes, notando o “caminho velho” do Rio, o caminho de São Paulo, o “ caminho novo”, construído por Garcia Rodrigues Paes, filho de Fernão Dias. Analisando-os, deu preferência ao de São Paulo, passando por Taubaté e Embaú. 

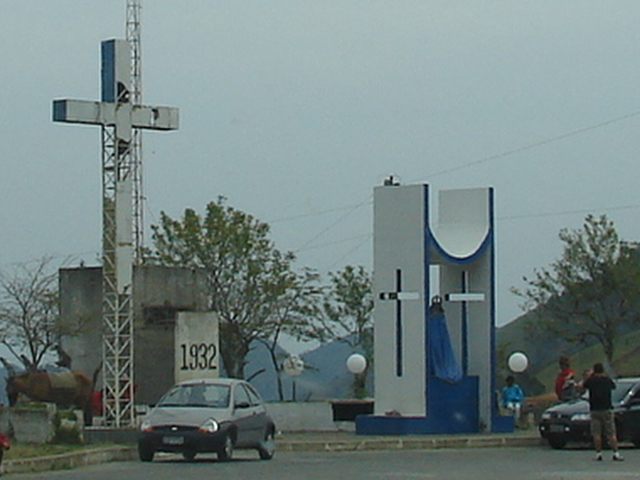
Altar no Embaú onde, em 1932, ocorreram lutas fratricidas

Mais recentemente na história brasileira, o ponto foi palco de batalhas ocorridas na região por ocasião da Revolução de 32 e por se tratar de um ponto estratégico de acesso entre São Paulo e Minas. Nas proximidades do Embaú, existe um túnel ferroviário, conhecido por Túnel da Mantiqueira, construído pelos ingleses, ainda no tempo de D. Pedro II, que era de importância militar extrema e onde ocorreram combates violentos durante a Revolução. Foi pelo Embaú também que as tropas militares de São Paulo invadiram a cidade mineira de Passa-Quatro, recuperada posteriormente pelas tropas mineiras.
Atualmente no local, onde ocorreram as lutas fratricidas, existe uma imagem de Nossa Senhora em um altar com vista para o Vale do Paraíba.

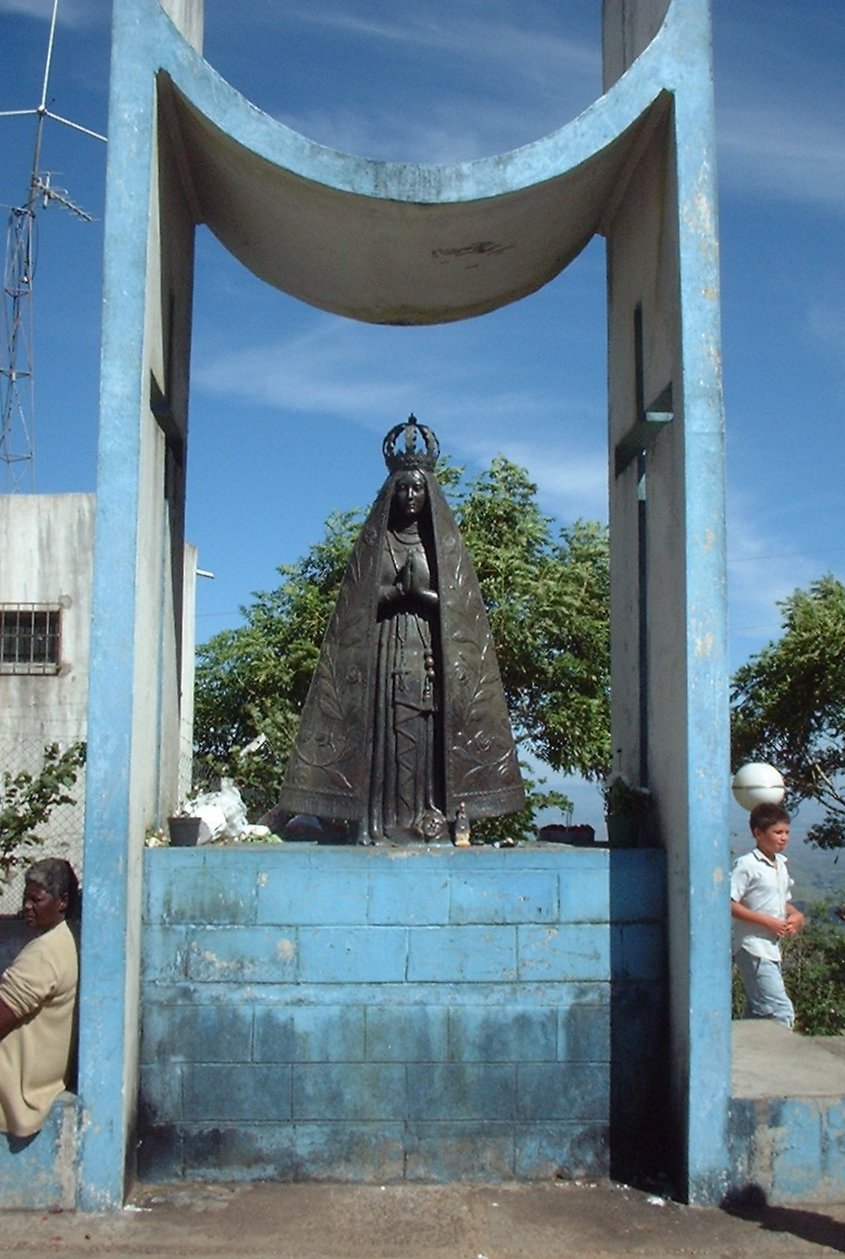
Imagem de Nossa Senhora localizada na Garganta do Embaú

### Bandeiras reconhecidas
- 1596 - João Pereira de Sousa Botafogo (rota não estabelecida)
- 1643 - Jerônimo da Veiga
- entre 1645 e 1648 - Sebastião Machado Fernandes Camacho
- 1674 - Fernão Dias Pais
- 1692 - Antônio Delgado da Veiga e Miguel Garcia

## Localização
A Garganta do Embaú apresenta uma altitude de 1133 metros e está localizada no ponto de coordenadas 22°28'05" S e 45°00'12" W, situado na divisa entre a cidade paulista de Cruzeiro e a cidade mineira de Passa-Quatro.

## Fonte
- MOSSRI, Pedro. Passa Quatro: Os Bem-Feitos e os Malfeitos. Passa Quatro: Ed. artesanal. Diagramado Editado por Carlos Brito, 1998. p. 18-20.